# Évran
Évran település Franciaországban, Côtes-d’Armor megyében. Lakosainak száma 1787 fő (2022. január 1.). Évran Calorguen, Les Champs-Géraux, Plouasne, Le Quiou, Saint-André-des-Eaux, Saint-Judoce, Plesder és Trévérien községekkel határos.

## Népesség
A település népességének változása:
| Lakosok száma | 1468 | 1596 | 1561 | 1604 | 1742 | 1712 | 1712 | 1757 | 1783 | 1787 |
|               | 1968 | 1982 | 1990 | 2006 | 2013 | 2015 | 2017 | 2019 | 2020 | 2022 |